# Johnny Herbert
John Paul "Johnny" Herbert, född 25 juni 1964 i Brentwood, England, är en brittisk racerförare. Han bor i Monte Carlo.

## Racingkarriär
Herbert inledde sin karriär i Formel Ford och vann Formula Ford Festival 1985. År 1987 vann han Brittiska F3-mästerskapet och gick sedan över till Formel 3000. Han debuterade i Formel 1 säsongen 1989 och kom som bäst fyra totalt, säsongen 1995. 
Herbert tävlade även i sportvagnar i Le Mans 24-timmars 1990-1992 och var en av vinnarna 1991. 
Efter Formel 1-karriären fortsatte han i American Le Mans Series 2001 till 2003 och körde sedan i Le Mans Series, där han vann tillsammans med Jamie Davies 2004. Herbert körde i Speedcar Series 2008, då han tog titeln.
Säsongen 2010 började Herbert tävla i standardvagnsmästerskapet Superstars Series. Under sin första säsong tog han fyra pallplatser, varav en seger, och slutade på sjunde plats totalt. Han fortsätter i det mästerskapet även 2011.

## Formel 1-karriär

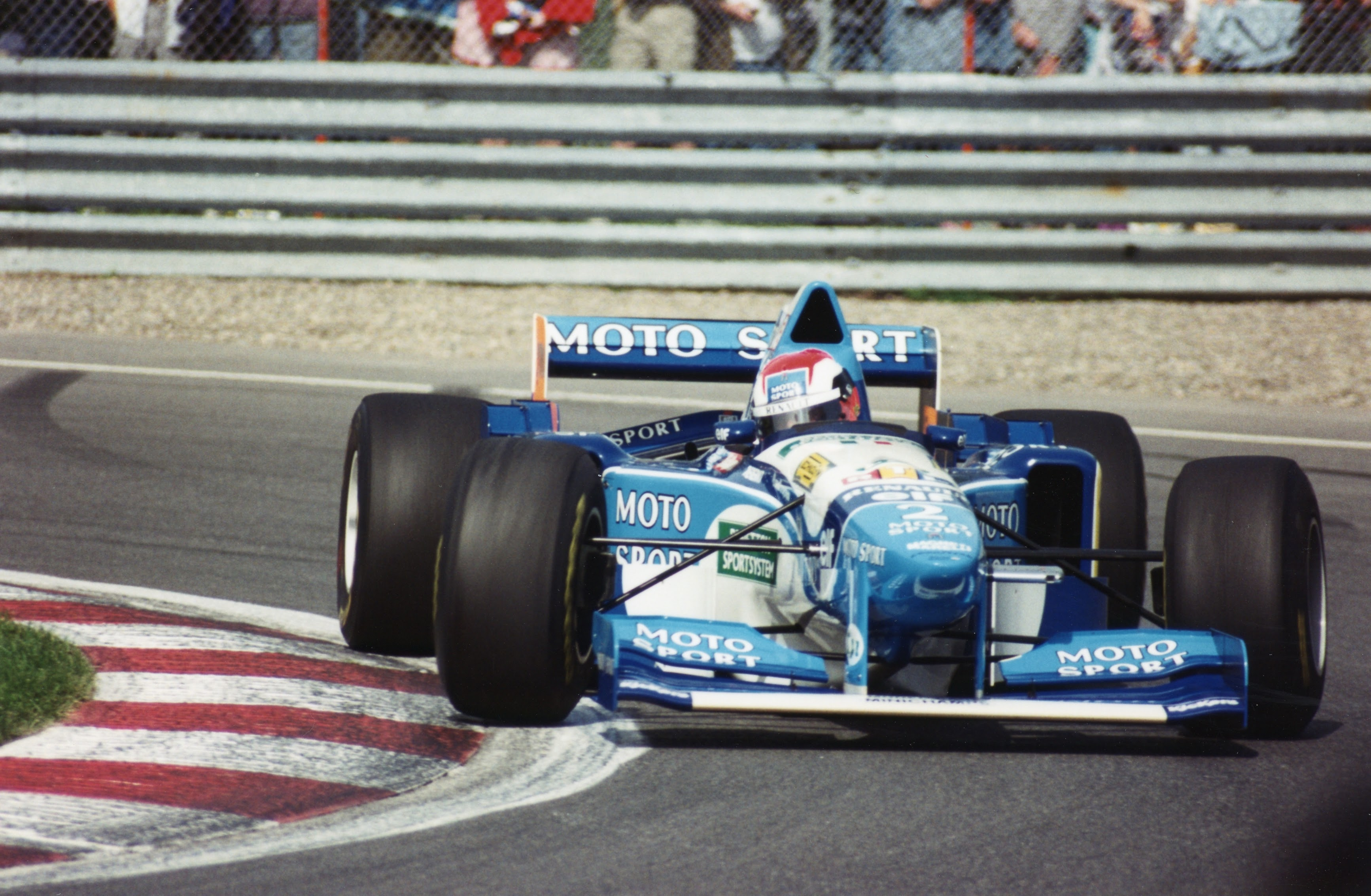
Johnny Herbert i Benetton under Kanadas Grand Prix 1995.

| Säsong                 | Stall/Tillverkare                              | Placering              | Lopp   | Poäng | Etta | Tvåa | Trea | Pole | Varv |
| ---------------------- | ---------------------------------------------- | ---------------------- | ------ | ----- | ---- | ---- | ---- | ---- | ---- |
| 1989                   | Benetton-Ford Tyrrell-Ford                     | 14                     | 6 2    | 5     |      |      |      |      |      |
| 1990                   | Lotus-Lamborghini                              | -                      | 2      |       |      |      |      |      |      |
| 1991                   | Lotus-Judd                                     | -                      | 8      |       |      |      |      |      |      |
| 1992                   | Lotus-Ford                                     | 15                     | 16     | 2     |      |      |      |      |      |
| 1993                   | Lotus-Ford                                     | 9                      | 16     | 11    |      |      |      |      |      |
| 1994                   | Lotus-Mugen Honda Ligier-Renault Benetton-Ford | -                      | 13 1 2 |       |      |      |      |      |      |
| 1995                   | Benetton-Renault                               | 4                      | 17     | 45    | 2    | 1    | 1    |      |      |
| 1996                   | Sauber-Ford                                    | 14                     | 16     | 4     |      |      | 1    |      |      |
| 1997                   | Sauber-Petronas                                | 10                     | 17     | 15    |      |      | 1    |      |      |
| 1998                   | Sauber-Petronas                                | 15                     | 16     | 1     |      |      |      |      |      |
| 1999                   | Stewart-Ford                                   | 8                      | 16     | 15    | 1    |      |      |      |      |
| 2000                   | Jaguar-Cosworth                                | -                      | 17     |       |      |      |      |      |      |
| Sammanlagt 12 säsonger | Sammanlagt 12 säsonger                         | Sammanlagt 12 säsonger | 165    | 98    | 3    | 1    | 3    | 0    | 0    |

### Vunna F1-lopp
1. Storbritannien 1995
2. Italien 1995
3. Europa 1999

### Tvåa i F1-lopp
1. Spanien 1995

### Trea i F1-lopp
1. Japan 1995
2. Monaco 1996
3. Ungern 1997

### Diskvalificerad i F1-lopp
1. Frankrike 1996